# Olga Grey
Olga Grey (nacida como Anushka Zacsek también conocida como Anna Zacsek, 10 de noviembre de 1896 – 25 de abril de 1973) fue una actriz estadounidense que trabajo durante la era de cine mudo, en varias veces, Grey era acreditada como Olga Gray.
Nació en la ciudad de Nueva York siendo hija de emigrantes húngaros. Como su padre quería que fuera violinista, estudio la mayor parte de su carrera música mientras alegaba su sueño de ser actriz. Grey apareció en varias producciones antes de unirse al Little Theatre en Los Ángeles. Su éxito en el teatro allano el camino de su carrera al cine.
Cuando estaba al final de su adolescencia, Grey comenzó una carrera en Hollywood. trabajando principalmente como extra. Hizo su primera aparición en His Lesson, una película de 1915, donde trabajó como el personaje principal. Grey trabajó en doce papeles cinematográficos, entre ellas el papel de Laura Keene en The Birth of a Nation, protagonizada por Lillian Gish, Mae Marsh, y dirigida por D. W. Griffith.
En 1916, apareció en más de siete películas, incluyendo su interpretación de "Lady Agnes" en Macbeth. Grey también apareció en más de once películas entre 1917 y 1920, con una disminución de papeles con calidad.
Grey se retiró del mundo de la actuación en 1920, cambiando su nombre artístico al de su nombre de nacimiento, Anna Zacsek.  En 1942, se convirtió en una de las abogadas defensoras durante el juicio de "Sleepy Lagoon", defendiendo a Henry Leyvas, Victor Segobia, y Edward Grandpré, los principales sospechosos del crimen. En ese momento, ella era la única abogada femenina en la sala del tribunal.
Anna Zacsek residió en Los Ángeles hasta su muerte el 25 de abril de 1973, a los 76 años.

## Filmografía
| Year | Title                      | Role                   | Notes         |
| ---- | -------------------------- | ---------------------- | ------------- |
| 1915 | The Birth of a Nation      | Laura Keene            | Sin acreditar |
| 1915 | The Absentee               | Ruth Farwell / Justice |               |
| 1915 | The Failure                | Rose                   |               |
| 1915 | Double Trouble             | Madame Leclaire        |               |
| 1916 | Macbeth                    | Lady Agnes             |               |
| 1916 | A Wild Girl of the Sierras | Moll                   |               |
| 1916 | Pillars of Society         | Madame Linda Dorf      |               |
| 1916 | Intolerance                | Adulta                 |               |
| 1917 | The Little Liar            | Fanny                  |               |
| 1917 | Jim Bludso                 | Gabrielle              |               |
| 1917 | Love's Law                 | Jealousy               |               |
| 1917 | The Girl at Home           | Diana Parish           |               |
| 1917 | The Ghost House            | Alice Atwell           |               |
| 1917 | The Woman God Forgot       | Aztec woman            |               |
| 1917 | Fanatics                   | Lola Monroe            |               |
| 1919 | When a Man Rides Alone     | Beatriz de Taos        |               |
| 1919 | The Modern Husband         | Cleo                   |               |
| 1919 | The Mayor of Filbert       | Miss Greta Schwartz    |               |
| 1919 | Trixie from Broadway       | Gertie Brown           |               |
| 1920 | The Third Eye              | Zaida Savoy            |               |